# Norrvikens domsaga
Norrvikens domsaga, i Göteborgs och Bohus län, omfattade Kville, Tanum, Bullaren och Vette härader. Domsagan hade 1912 ett invånartal på 33 246 personer och en areal av 1399 km².
Domsagan bildades 1698 efter en delning av det som sedan kom att kallas Sunnerviken och Norrvikens domsaga. Benämningen Norrvikens domsaga för denna domsaga började användas vid mitten av 1800-talet 1971 upphörde domsagan och dess ansvarsområde övergick då till  Strömstads tingsrätt, som i sin tur 2004 överfördes till Uddevalla tingsrätt.

## Tingslag
- Tanums tingslag 1698-1731, 1801-1824, 1860-1902
- Vette tingslag 1698-1731, 1801-1926
- Vette och Tanums tingslag 1731-1801
- Kville och Bullarens tingslag 1698-1801
- Bullarens tingslag 1801-1825, 1859-1903
- Tanums och Bullarens tingslag 1825-1859
- Kville tingslag 1801-1903
- Kville, Tanums och Bullarens tingslag 1904-1926
- Norrvikens tingslag 1927-1970

## Häradshövdingar
- 1698–1701 Anders Börjesson
- 1702–1716 Gudmund Nordberg
- 1716–1729 Torger Bruhn
- 1729–1752 Petrus Östling
- 1752–1770  Birger Hvasser
- 1772–1793 Magnus Gustaf Danckwardt
- 1793–1834 Arvid Jakob Unger
- 1836–1857 Johan Olof Bååth
- 1857–1878 Bror Lars Norin
- 1878–1900 Fredrik Daniel Carlborg
- 1900–1912 Assar Emanuel Åkerman
- 1913–1929 Bernt Hellborn
- 1930–1954 Jan Wilhelm Smith
- 1954–1970 Stig Lennart Rosengren